# 艦隊情報群
艦隊情報群（かんたいじょうほうぐん、英称：Fleet Intelligence Command）とは、海上自衛隊の自衛艦隊に属する部隊である。海上自衛隊唯一の情報専門部隊である。
司令部は船越地区（神奈川県横須賀市船越町7-73）の「海上作戦センター」内におかれており、艦隊情報群司令は1等海佐（一）をもって充てられている。
主たる任務は艦艇・航空機を運用している自衛艦隊、地方隊等の部隊に必要な作戦情報を分析し、配布することである。

## 概要
2020年（令和2年）10月1日、「情報業務群」を廃止し、「艦隊情報群」が新編。作戦情報支援隊、電子情報支援隊、基礎情報支援隊を廃止し、「作戦情報隊」、「電磁情報隊」を新編。
艦隊情報群の新編により、定員は約200人から約230人に増強し、部隊の統合による業務の効率化を図り、電磁波情報などの収集・分析能力を向上させ、自衛艦隊に対する情報支援機能が強化された。

## 沿革
- 1961年（昭和36年）10月1日：長官直轄部隊として「海上資料作業隊」（東京都港区赤坂檜町）が新編。
- 1969年（昭和44年）10月1日：「海洋業務隊」の新編に伴い、「海上資料作業隊」の「海洋科」及び「予報科」を編成から削除。「海上資料作業隊」が「海上自衛隊資料隊」に改編。
- 1982年（昭和57年）3月27日：自衛艦隊隷下に「電子業務支援隊」（横須賀）が新編。
- 1995年（平成07年）1月30日：自衛艦隊隷下に「作戦情報支援隊」（横須賀）が新編。
- 1997年（平成09年）1月20日：情報本部創設に伴い、自衛艦隊隷下に「情報業務群」を新編。

1. 「海上自衛隊資料隊」を廃止し、「基礎情報支援隊」が新編。
2. 「電子業務支援隊」を廃止し、「電子情報支援隊」が新編。
3. 「基礎情報支援隊」、「作戦情報支援隊」、「電子情報支援隊」を「情報業務群」隷下に編入。

- 2020年（令和02年）10月1日：「情報業務群」を廃止し、「艦隊情報群」が新編。

1. 「基礎情報支援隊」、「作戦情報支援隊」、「電子情報支援隊」を廃止し、「作戦情報隊」、「電磁情報隊」が新編。
2. 「作戦情報隊」、「電磁情報隊」を「艦隊情報群」隷下に編入。

- 2024年（令和06年）3月24日：司令部に「情報戦開発室」を新設[7]。

## 編成
- 艦隊情報群司令部（船越地区）
  - 情報統括室
  - 情報戦開発室
- 作戦情報隊（船越地区）
  - 総務科
  - 作戦情報第1科
  - 作戦情報第2科
  - 作戦情報第3科
  - 電計科
- 電磁情報隊（船越地区）
  - 総務科
  - 電計科
  - 運用部
    - 電磁情報第1科
    - 電磁情報第2科
    - 研究指導科

## 主要幹部
| 官職名         | 階級    | 氏名     | 補職発令日     | 前職 |
| -------------- | ------- | -------- | -------------- | --- |
| 艦隊情報群司令 | 1等海佐 | 稲葉洋介 | 2023年03月31日 | 統合幕僚監部指揮通信システム部 指揮通信システム企画課 宇宙・サイバー・電磁波領域調整官 兼 指揮通信システム運用課 |
| 首席幕僚       | 1等海佐 | 中野真吾 | 2023年03月22日 | 海上自衛隊幹部学校付 →2022.8.1 艦隊情報群司令部勤務                                                              |
| 作戦情報隊司令 | 1等海佐 | 小宮浩司 | 2024年08月01日 | 情報本部勤務 |
| 電磁情報隊司令 | 1等海佐 | 正木一成 | 2024年03月25日 | 第4潜水隊司令 |

| 代             | 氏名           | 在職期間               | 出身校・期              | 前職 | 後職                         |
| 情報業務群司令 | 情報業務群司令 | 情報業務群司令         | 情報業務群司令          | 情報業務群司令 | 情報業務群司令               |
| -------------- | -------------- | ---------------------- | ----------------------- | --- | ---------------------------- |
| 01             | 青柳亀平       | 1997.1.20 - 1999.3.28  | 西南学院大・ 17期幹候   | 第111航空隊司令 →1996.3.31 海上幕僚監部調査部勤務                                                                    | 退職（海将補昇任）           |
| 02             | 児玉和敏       | 1999.3.29 - 2000.12.7  | 防大12期                | 海上自衛隊幹部候補生学校副校長                                                                                       | 退職（海将補昇任）           |
| 03             | 吉村研二       | 2000.12.8 - 2002.7.31  | 防大14期                | 大湊警備隊司令 | 退職（海将補昇任）           |
| 04             | 関口英雄       | 2002.8.1 - 2004.3.31   | 防大16期                | 情報本部情報官 | 退職（海将補昇任）           |
| 05             | 宮崎行隆       | 2004.4.1 - 2005.7.27   | 防大20期                | 海上幕僚監部調査部調査課長                                                                                           | 第3護衛隊群司令              |
| 06             | 小原久志       | 2005.7.28 - 2006.8.3   | 防大18期                | 横須賀教育隊司令 | 退職（海将補昇任）           |
| 07             | 横山史朗       | 2006.8.4 - 2008.7.31   | 防大19期                | 情報本部情報官 | 退職（海将補昇任）           |
| 08             | 島田正登       | 2008.8.1 - 2009.11.30  | 防大22期                | システム通信隊群司令                                                                                                 | 自衛隊指揮通信システム隊司令 |
| 09             | 末次富美雄     | 2009.12.1 - 2011.7.31  | 防大22期                | 海上自衛隊幹部学校計画課長                                                                                           | 退職（海将補昇任）           |
| 10             | 原田哲郎       | 2011.8.1 - 2014.1.17   | 防大24期                | 自衛艦隊司令部後方主任幕僚                                                                                           | 退職（海将補昇任）           |
| 11             | 鎌形義憲       | 2014.1.18 - 2014.12.14 | 専修大学・ 34期幹候     | 自衛艦隊司令部勤務                                                                                                   | 第21航空群司令               |
| 12             | 水間貴勝       | 2014.12.15 - 2017.7.31 | 東京商船大院・ 36期幹候 | 作戦情報支援隊司令                                                                                                   | 退職（海将補昇任）           |
| 13             | 森 浩          | 2017.8.1 - 2018.12.2   | 防大29期                | 徳島教育航空群司令                                                                                                   | 退職                         |
| 14             | 井上高志       | 2018.12.3 - 2020.3.26  | 東北学院大・ 43期幹候   | 情報本部勤務 | 自衛艦隊司令部付             |
| 15             | 大久保勝司     | 2020.3.27 - 2020.9.30  | 広島大学・ 42期幹候     | 航空集団司令部訓練主任幕僚                                                                                           | 艦隊情報群司令               |
| 艦隊情報群司令 |                |                        |                         | |                              |
| 01             | 大久保勝司     | 2020.10.1 - 2023.3.30  | 広島大学・ 42期幹候     | 情報業務群司令 | 情報本部画像・地理部長       |
| 02             | 稲葉洋介       | 2023.3.31 -            | 防大38期                | 統合幕僚監部指揮通信システム部 指揮通信システム企画課 宇宙・サイバー・電磁波領域調整官 兼 指揮通信システム運用課勤務 |                              |